# Кугейское сельское поселение
Куге́йское се́льское поселе́ние — муниципальное образование в Азовском районе Ростовской области.
Административный центр поселения — село Кугей.

## История
В конце XVIII века начинается массовое заселение территорий Приазовья и Задонья. 
Первое упоминание о селе Кугей относится к концу 1820 года. Название фигурирует в одном геодезическом журнале, где указывается о выделении земель поселениям для ведения скотоводства и рыбных заводов. 
По преданию, село было основано неким малороссийским гусаром около 1800 года. Название села объясняется следующим образом: внизу от него располагается луг, на котором раньше росла болотная трава, куга и камыш, а потому село и назвали соответствующим образом — Кугеи. 
В 1840 году составляется карта и генеральный план Ростовского уезда. На земле Кагальницкой волости значились урочище Кугей и Кугейские хутора.
В 1860 году в селе насчитывалось 75 домохозяйств. Ещё через 8 лет была построена Петропавловская деревянная церковь с колокольней из пяти колоколов.
В 1897 году в Российской Империи впервые была проведена всеобщая перепись населения. В селе тогда было 265 дворов, населения – 1874 человека, из них грамотных – 325 человек. 
В 1903 году село Кугей значится уже в Пешковской волости Ростовского округа области Войска Донского. 
В 1914 году в селе открывается одноклассное начальное народное училище и церковно-приходская школа.
В январе 1923 года Кугейская волость была упразднена, её территории вошли в состав Кагальницкой волости. С этого момента село Кугей становится центром Кугейского сельского совета.
В 1927 году на XV съезде ВКП(б) принимается решение о развёртывании в стране кооперирования крестьянских хозяйств и переходе к крупному социалистическому производству. В сентябре 1930 года был образован колхоз «Красный смоленец». 15 декабря 1930 года — колхоз «Красный партизан». 
15 февраля 1939 года в Кугее была организована машинно-тракторная станция. В том же году были открыты начальная и неполная средняя школы. Затем был открыт врачебный участок, ветеринарная лечебница, а церковь преобразовали в сельский клуб.
Более 500 человек ушло на защиту страны во время Великой Отечественной войны. 197 человек из них домой не вернулись.
В 2006 году было образовано Кугейское сельское поселение с центром в селе Кугей.

## Административное устройство
В состав Кугейского сельского поселения входят:
- село Кугей,
- посёлок Межевой,
- хутор Метелев,
- посёлок Новополтавский,
- хутор Полтава 1-я,
- хутор Полтава 2-я,
- хутор Харьковский,
- посёлок Чепрасовский.

## Население
| 2010  | 2012  | 2013  | 2014  | 2015  | 2016  | 2017  |
| ----- | ----- | ----- | ----- | ----- | ----- | ----- |
| 4296  | ↗4339 | ↘4293 | ↘4280 | ↘4258 | ↘4183 | ↗4187 |
| 2018  | 2019  | 2020  | 2021  |       |       |       |
| ↘4133 | ↘4101 | ↘4072 | ↗4077 |       |       |       |